# Moktar Ould Daddah
Moktar Ould Daddah (nome árabe: مختار ولد داداه; Boutilimit, Mauritânia, 25 de dezembro de 1924 - Paris, França, 14 de outubro de 2003) Foi um advogado e político Mauritano. Exerceu a presidência da Mauritânia, sendo o primeiro a ocupar o cargo no país, após a independência da França. Governou entre 28 de novembro de 1960 a 10 de julho de 1978, data em que foi tirado do poder a força por um golpe militar liderado por Mustafa Ould Salek.

## Presidente da Mauritânia
Como presidente, Daddah seguiu políticas que diferiam notavelmente daquelas que ele professava antes da independência. Em setembro de 1961, ele formou um "governo de unidade nacional" com o principal partido da oposição e, em dezembro, conseguiu que os quatro maiores partidos se fundissem como o Partido do Povo da Mauritânia (PPM), que se tornou o único partido legal. Ele formalizou o estado de partido único em 1964 com uma nova Constituição, que criou um autoritário regime presidencial. Daddah justificou esta decisão com base no facto de considerar a Mauritânia despreparada para uma democracia multipartidária ao estilo ocidental. Sob esta constituição de partido único, Daddah foi reeleito nas eleições não contestadas em 1966, 1971 e 1976.
Em 1971, Daddah serviu como Presidente da Organização da Unidade Africana (OUA). Em casa, no entanto, suas políticas foram criticadas. A economia permaneceu fortemente dependente da ajuda estrangeira chinesa e francesa. Além disso, a seca no Sahel, principalmente no período entre 1969 e 1974, e um declínio nas receitas de exportação devido à queda dos preços internacionais do ferro, reduziram consideravelmente os padrões de vida. Em 1975, ele apresentou uma carta que exigia que a Mauritânia se tornasse uma "democracia islâmica, nacionalista, centralista e socialista".
No dia 18 de julho de 1974, o presidente Moktar Ould Daddah, que estava em visita de estado à Nigéria, fez uma visita ao Sultão Abubakar, um colega estudioso islâmico e amigo na companhia do General Yakubu Gowon.

## Guerra no Saara Ocidental
O que pôs fim ao regime de Ould Daddah foi a guerra da Mauritânia no Saara Ocidental contra a Frente Polisário, um movimento indígena que luta contra a tentativa marroquina-mauritana de anexar o território em conjunto, a partir de 1975. Ould Daddah reivindicou o território como parte da Grande Mauritânia desde 1957, três anos antes da independência, mas a ideia tinha apenas apoio limitado da população em geral. Os mouros da Mauritânia estão intimamente relacionados com os saharauis e praticamente todas as tribos do nortetinha membros de ambos os lados da (antiga) fronteira, muitos dos quais simpatizavam com as reivindicações de independência da Polisário.
Além do apoio do governo às guerrilhas no norte da Mauritânia, vários milhares de mauritanos deixaram o país para se juntar à Polisário em seus campos de Tindouf. Além disso insatisfação surgiu no Sul, de onde as tropas pretas foram enviados para lutar contra o que eles consideravam como essencialmente inter-árabe conflito, e que poderia, se bem sucedida, entrincheirar regra discriminatória do Ould Daddah ainda mais pela adição de vários milhares de novos cidadãos mouros. Mas Ould Daddah também buscou o território para evitar que caísse nas mãos dos marroquinos, ainda desconfiado das demandas territoriais marroquinas oficialmente extintas na Mauritânia.
Após os Acordos de Madri com a Espanha, a Mauritânia anexou uma parte sul do território, rebatizando-a de Tiris al-Gharbiya. No entanto, o pequeno e mal treinado exército mauritano não conseguiu impedir as incursões da guerrilha, apesar do apoio da Força Aérea Francesa. A Polisario passou então a atacar as minas de ferro em Zouerate, momento em que a economia do país começou a retroceder e o apoio público de Daddah despencou. Em 1976, a capital Nouakchott foi atacada pela Frente Polisário e Daddah foi forçada a nomear um oficial militar para chefiar o Ministério da Defesa.

## Queda
Em 10 de julho de 1978, o tenente-coronel Mustafa Ould Salek depôs Daddah em um golpe militar e instalou uma junta para governar o país em seu lugar. Seus sucessores renderiam as reivindicações da Mauritânia ao Saara Ocidental e se retirariam da guerra no ano seguinte. Após um período de prisão, Ould Daddah foi autorizado a ir para o exílio na França em agosto de 1979, onde organizou um grupo de oposição, a Alliance pour une Mauritanie Democratique (AMD) em 1980. As tentativas de derrubar o regime do exterior foram infrutíferas. Ould Daddah foi autorizado a retornar à Mauritânia em 17 de julho de 2001, mas morreu logo depois em um hospital militar, após uma longa doença, em Paris, França, em 14 de outubro de 2003. Seu corpo foi posteriormente enviado de volta para a Mauritânia, onde está enterrado.